# Sophia Gardens Pavilion
O Sophia Gardens Pavilion foi um local de espetáculos localizado em Sophia Gardens, Cardiff, País de Gales. Foi construído em 1951 para o Festival da Grã-Bretanha (Festival of Britain), exposição internacional realizada para comemorar o centenário da Grande Exposição das Obras da Indústria de Todas as Nações (Grande Exposição), de 1851. Posteriormente foi usado como local das competições de boxe e luta livre dos Jogos do Império Britânico e da Commonwealth de 1958.

## História
O pavilhão foi construído em 1951 para o Festival da Grã-Bretanha.
Em decorrência da escassez de material e das restrições do Governo ao uso de materiais de construção, durante o período do pós-Segunda Guerra Mundial, a estrutura do edifício foi adaptada a partir de um hangar de aeronaves excedente da Royal Air Force, perto de Bridgend.
Palco de muitos concertos, em 1982, o telhado do edifício desmoronou devido a um grande acumulo de neve em decorrência disto, posteriormente a edificação foi demolida.. Apenas um mês antes do colapso provocado pela nevasca, o Conselho Municipal de Cardiff havia aprovado um extenso programa de melhoria, que custaria aproximadamente £ 100.000; mas que não teve tempo de ser executado.
Diversos artistas notáveis tocaram no pavilhão, incluindo Danny Kaye, Cliff Richard, Jimi Hendrix, Pink Floyd e Slade.